# Chandlerella natali
Espèce
Synonymes
- Skrjabinocta natali Borgarenko, 1990 (protonyme)

Chandlerella natali est une espèce de nématodes de la famille des Onchocercidae et parasite d'oiseaux.

## Hôtes
Chandlerella natali parasite l'Épervier d'Europe (Accipiter nisus).

## Taxinomie
L'espèce est décrite en 1990 par le russe Lenina Feoktistovna Borgarenko sous le protonyme Skrjabinocta natali.